# Claude Courtépée

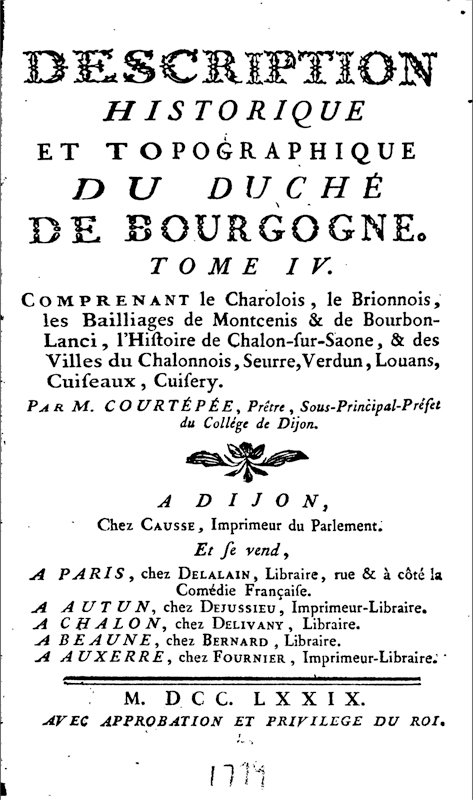
Titelseite von Band IV der Description historique et topographique du Duché de Bourgogne.

Abbé Claude Courtépée (* 23. Januar 1721 in Saulieu; † 11. April 1781 in Dijon) war ein französischer Historiker und Geograph.

## Biografie
Claude Courtépée war ein berühmter Historiker und Geograph aus dem Morvan, der sich vor allem um das Burgund verdient gemacht hat. Er wurde in Saulieu geboren, wo sein Vater Gerber war. Nach dem Besuch des Gymnasiums seiner Heimatstadt, studierte er Rechtswissenschaft und schloss diese mit dem Bakkalaureat ab. Anschließend trat er ins Priesterseminar ein und empfing die Priesterweihe. Er war Priester in Grésigny-Sainte-Reine. Er entschied sich aber für den Weg als Lehrer, wurde Professor und Studienpräfekt am Collège des Godrans in Dijon, wo er 1781 starb.

## Lebenswerk
Begeistert von Geschichte und Geographie beschäftigte er sich mit seiner weiteren Heimat, dem Burgund, das er umfassend und detailreich beschrieb. Der erste Band seiner Description générale et particulière du Duché de Bourgogne erschien 1774. Diesem folgten fünf weitere Bände, der siebte erschien  postum im Jahr 1785. Er veröffentlicht ebenfalls eine histoire abrégée, also eine verkürzte Geschichte für den Gebrauch am Gymnasium in Dijon. Aufopferungsvoll unternahm er das Lektorat des Dictionnaire géographique portatif, genannt Le Vosgien. Er hat entscheidend zum Teil Geographie der Encyclopédie ou Dictionnaire raisonné des sciences, des arts et des métiers von Denis Diderot und D’Alembert beigetragen.
Er war ein eifriger Schaffer, unternahm zahlreiche Reisen und Erkundungen und mit der Hilfe von zahlreichen Brieffreunden sammelte er unzählige Informationen historischer, archäologischer, ökonomischer und topographischer Art. Seine Beschreibung des Herzogtums Burgund gilt heute noch als Standardwerk und wird oft von zeitgenössischen Autoren und Journalisten zitiert, auch wenn es nicht frei ist von Fehlern und Ungenauigkeiten.